# Semn pe răboj

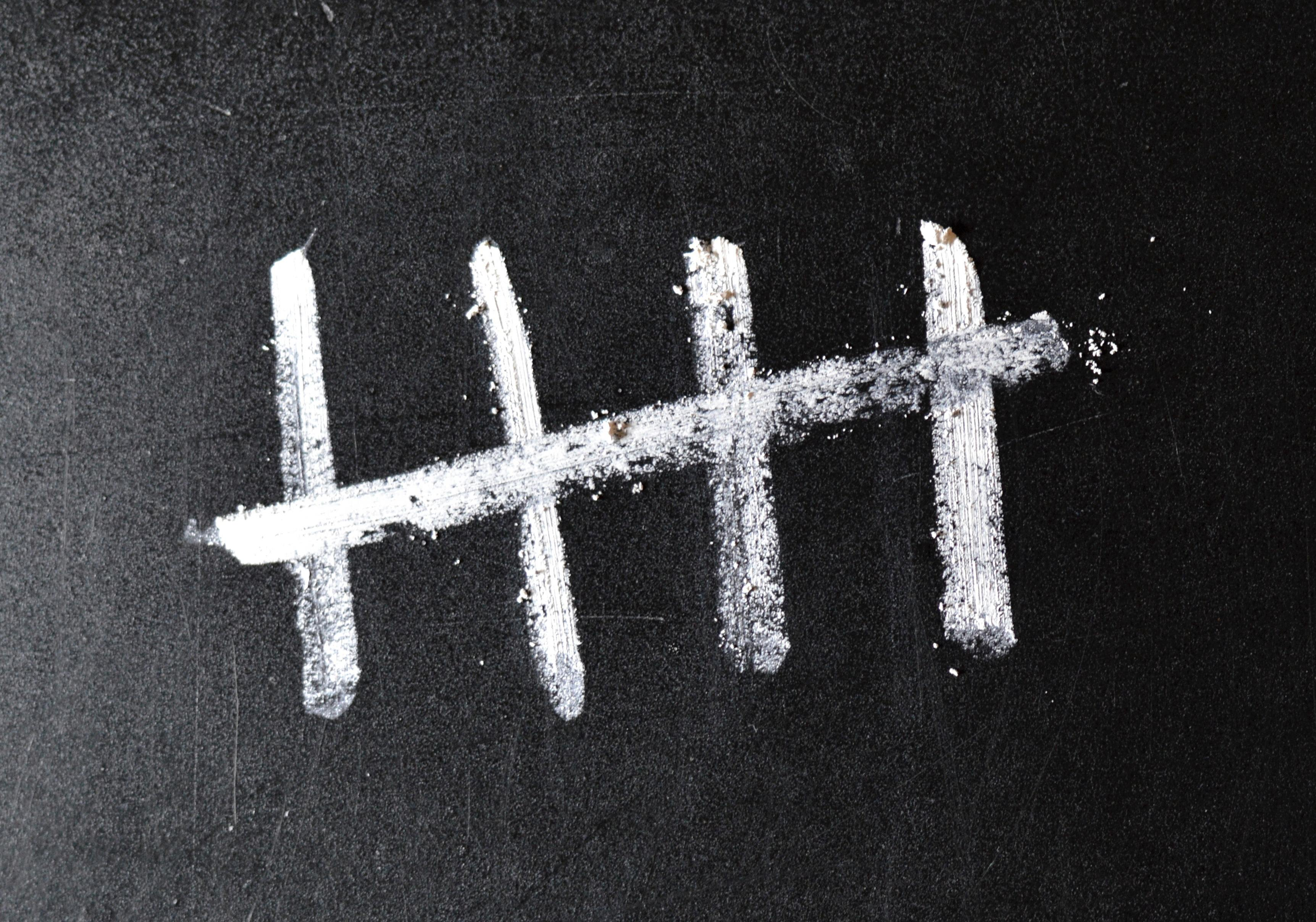
Semne făcute cu creta pe tablă

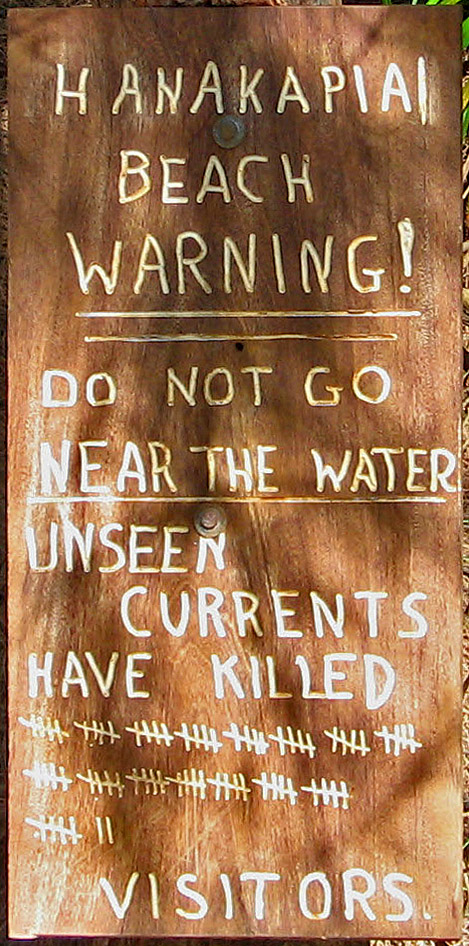
Răboj al deceselor la plaja Hanakapiai, Hawaii. Numărul este de 82.

Semnele pe răboj sunt o metodă de numărare prin „crestături” pe răboj într-un sistem de numerație unar. Sunt utile la numărarea sau înregistrarea unor evenimente în curs, cum ar fi scorul la un joc sau sport, deoarece nu trebuie să fie șterse sau înlocuite rezultatele intermediare.
Totuși, datorită lungimii înregistrării, în cazul numerelor mari metoda nu se utilizează curent pentru textul static.

## Istoric
În Paleoliticul superior apar ajutoare pentru numărare, altele decât părți ale corpului. Cel mai vechi răboj datează de 25–35 de mii de ani în urmă, sub formă de oase crestate, găsite în Europa începând cu Aurignacianul din Paleoliticul superior și până la Gravettian, precum și în perioada Later Stone Age din Africa.
Așa-zisul os de lup este un artefact preistoric descoperit în 1937 în Cehoslovacia în timpul săpăturilor de la Dolní Věstonice, Moravia, conduse de Karl Absolon, loc unde a fost descoperită și statueta Venus din Dolní Věstonice. Datat în Aurignacian, cu aproximativ 30 000 de ani în urmă, osul este marcat cu 55 de crestături.
Osul din Ishango, găsit în regiunea Ishango din actuala Republica Democratică Congo, are o vechime de peste 20 000 de ani. După descoperire s-a crezut că prezintă o serie de numere prime. În cartea How Mathematics Happened: The First 50.000 Years, Peter Rudman susține că dezvoltarea conceptului de numere prime ar fi putut avea loc numai după conceptul de diviziune, pe care îl datează după 10 000 î.Hr., numerele prime probabil nefiind înțelese până în jurul anului 500 î.Hr. El mai scrie că „nu s-a făcut nicio încercare de a explica de ce un număr de ceva ar trebui să prezinte multipli de doi, numere prime între 10 și 20 și unele numere care sunt aproape multipli de 10”. Alexander Marshack a examinat osul din Ishango la microscop și a tras concluzia că acesta poate reprezenta un calendar lunar de șase luni.

## Grupare

Diverse moduri de grupare pentru numărul 8. Primul sau al cincilea semn din fiecare grup poate fi scris într-un unghi față de celelalte pentru o deosebire mai ușoară. În cel de-al patrulea exemplu, a cincea linie „închide” un grup de cinci, formând un „os de hering”. În al cincilea exemplu, a cincea linie este trasată în diagonală, formând o „poartă cu cinci bare”.

De obicei semnele sunt grupate în grupuri de câte cinci pentru lizibilitate. Mărimea grupului de 5 are avantajul conversiei ușoare în sistemul zecimal pentru operații aritmetice cu numere mai mari. Alt avantaj este evitarea erorilor, deoarece oamenii pot mult mai ușor identifica corect un grup de 5 decât unul de 10.

Semne obișnuite în cea mai mare parte a Europei, Zimbabwe și Africa de Sud, Australia, Noua Zeelandă și America de Nord. În unele variante, bara oblică sau orizontală este folosită singură atunci când cinci sau mai multe unități sunt adăugate simultan.
Culturi care folosesc caracterele chinezești trag linii care formează caracterul 正, care constă din cinci segmente.[4][5]
Semne folosite în Franța, fostele sale colonii și Brazilia.
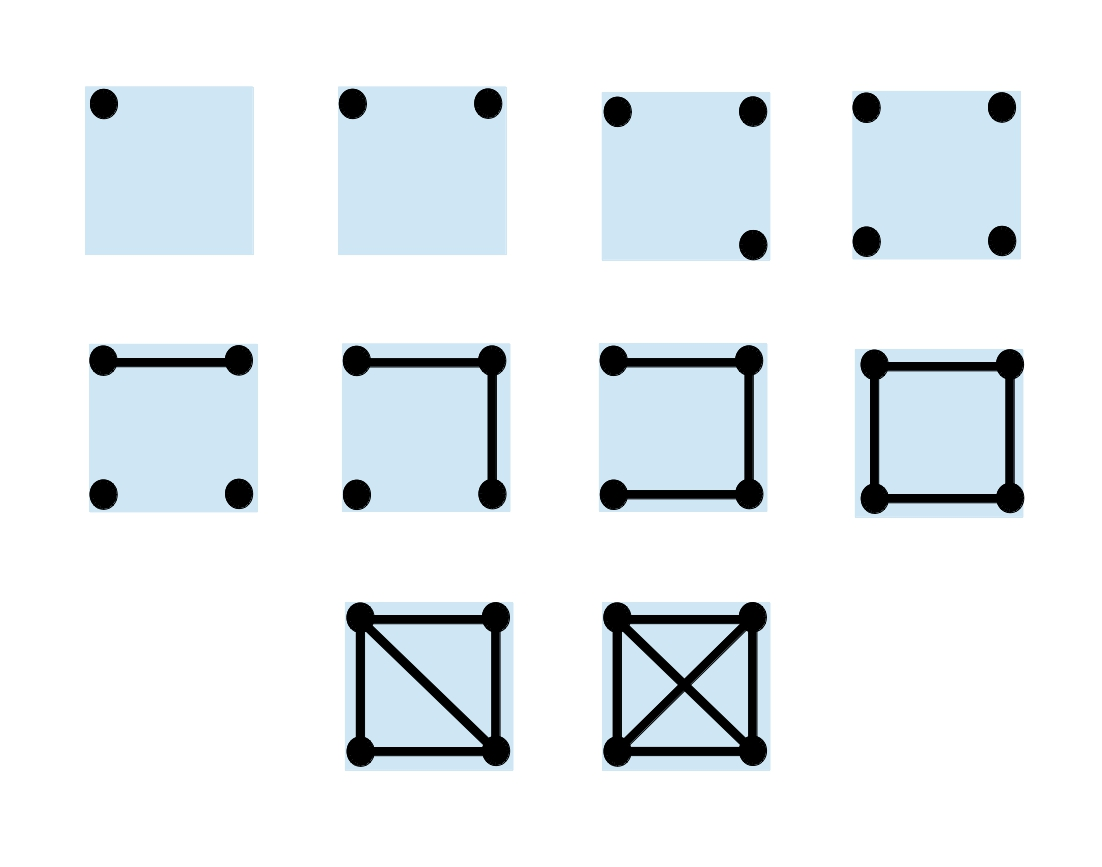
Semne „punct și linie”, metodă folosită în exploatările forestiere și domeniile înrudite.